# Igor Trandenkov
Igor, Leonidovich, Trandenkov (en russe : Игорь Транденков), né le 17 août 1966, est un athlète russe qui a remporté plusieurs médailles au saut à la perche lors des Jeux olympiques et des Championnats du monde.

## Carrière sportive
Igor Trandenkov participe aux Jeux olympiques de 1992 à Barcelone sous la bannière olympique de l'Équipe unifiée et y remporte la médaille d'argent du saut à la perche, réalisant la même performance (5,80 m) que le vainqueur Maxim Tarasov. L'année suivante, il termine troisième de la finale des Championnats du monde de Stuttgart, remportée par l'Ukrainien Sergueï Bubka, et s'adjuge la médaille d'argent des Championnats d'Europe en 1994. En 1996, Trandenkov décroche un nouveau titre de vice-champion olympique lors des Jeux d'Atlanta, et est à nouveau battu au nombre d'essais, le Français Jean Galfione remportant le concours.
Il réalise sa meilleure performance en 1996 à Saint-Pétersbourg en franchissant une barre à 6,01 m.

## Palmarès

### Jeux olympiques
- Jeux olympiques de 1992 à Barcelone :
  -  Médaille d'argent du saut à la perche.
- Jeux olympiques de 1996 à Atlanta :
  -  Médaille d'argent du saut à la perche.

### Championnats du monde
- Championnats du monde 1993 à Stuttgart :
  -  Médaille de bronze du saut à la perche.

### Championnats d'Europe
- Championnats d'Europe 1994 à Helsinki :
  -  Médaille d'argent du saut à la perche.